# Eduard Joseph Corneille Marie de Kuijper
Eduard Joseph Corneille Marie de Kuijper, ook gespeld Edouard de Kuyper (Veghel, 15 januari 1817 – Maastricht, 28 november 1893), was een Nederlands burgemeester en commissaris van de Koning.
De Kuijper was lid van het adellijk geslacht De Kuijper uit Noord-Brabant. Zijn vader, Joseph Franciscus de Kuijper, was burgemeester van Veghel en gedeputeerde van Noord-Brabant. Eduard studeerde rechten aan de Universiteit Leiden.
In 1845 werd hij lid Provinciale Staten van Noord-Brabant. Vanaf 1846 was hij tevens plaatsvervangend rechter in 's-Hertogenbosch. In 1857 volgde zijn benoeming tot burgemeester van 's-Hertogenbosch. In 1874 werd hij commissaris van de Koning ("gouverneur") in Limburg. De Kuijper was ultramontaan en had weinig oog voor de in zijn tijd opkomende sociale kwestie. Hij stond bekend als een eenvoudige, toegankelijke bestuurder, die minzaam was in de omgang, maar ook gesteld was op zijn adeldom en het bijbehorend uiterlijk vertoon. De Kuijper overleed nog geen vier weken nadat hij was afgetreden als commissaris.
- Biografisch Portaal: 34950254
- Parlement.com: vg09llz0hmvj